# Dàlet
La dàlet (dāleth, també anomenada Daleth o Daled) és la quarta lletra de molts abjads (alfabets) semítics, incloent delt 𐤃 en fenici, dālaṯ ܕ en siríac, dàlet ד en hebreu, dāl د en àrab i dänt ደ en amhàric.
La dàlet està present en Unicode com a U+05D3 ד hebrew letter dalet.

En fonètica la dàlet representa el so /d/. En hebreu israelià modern, siríac i fenici al principi del mot es pronuncia com a /d/, en canvi al mig o final del mot es pronuncia com a /ð/, excepte l'hebreu israelià modern, on la lletra dàlet només té el fonema /d/. 

## Origen
El nom d'aquesta lletra (dalt, dàlet) vol dir "porta" (delet en hebreu modern).
Escriptura protosinaítica tenia dues lletres pel so /d/, una representava "peix" i l'altra "porta". La lletra fenícia 𐤃 (dalt/delt) prové de la lletra protosinaítica "porta", derivada del jeroglífic "porta". Per tant, la lletra protosinaítica "peix" va deixar d'existir en fenici.
La lletra fenícia dalt 𐤃 va donar lloc a la delta grega (Δ), D llatina i Д ciríl·lica.
| egipci | protosinaític | fenici |
| ------ | ------------- | ------ |
| 𓉿 𓆛    |               | 𐤃      |

## Alfabet àrab
En alfabet àrab aquesta lletra es diu دال ['daːl] (dāl). És la quarta lletra de l'alfabet àrab (també quarta i amb un valor de 4 en l'ordre abjadí). És una lletra solar. Prové, per via dels alfabets nabateu i arameu, de la lletra fenícia dalt. En àrab estàndard modern representa el so /d/.
| fenici | arameu | siríac | nabateu | àrab |
| ------ | ------ | ------ | ------- | ---- |
| 𐤃      | 𐡃      | ܕ      |         | د    |

En la notació matemàtica moderna, té la mateixa utilitat que la {\displaystyle f} occidental per a anomenar funcions, i que la {\displaystyle d} per a diferencials.
| Aïllada | Final | Medial | Inicial |
| د       | ـد    | ـد ـ   | د ـ     |

La dāl no es lliga a la següent lletra de la paraula. Sí que ho fa amb la precedent, sempre que aquesta no sigui àlif, una altra dāl, ḏāl, rā, zāy o wāw, que mai no es lliguen a la lletra posterior.

### Representació, transcripció i transliteració
Viquipèdia proposa de transcriure i transliterar la dāl amb la lletra "d".
A l'alfabet de xat àrab i al SATTS dāl es transcriu com a "d".
A la representació Unicode, dāl ocupa el punt U+062F amb el nom ARABIC LETTER DAL.
A la codificació ISO 8859-6, el punt cf.
Com a entitat HTML, es codifica com a &#1583;

### Variants
La ḏāl, ذ, tot i formar part de l'alfabet àrab bàsic, es considera un variant de la dāl, per ser una de les sis lletres que es van afegir a part de les vint-i-dues heretades de l'alfabet fenici.
Els alfabets àrabs usats en el punjabi (shahmukhi) i en l'urdú usen un símbol com la dāl amb una ṭā petita a sobre, ڈ, per a representar la retroflexa /ɖ/. Aquest mateix so es representa en la varietat paixtu amb un símbol com la dāl amb un cercle a sota: ډ
L'alfabet àrab belarús usa un símbol com la dāl amb tres punts a sota, , per al so africat /d͡z/.

## Alfabet hebreu
En hebreu s'escriu com a ד, nom complet en hebreu és דָּלֶת i transcrit com Dàlet o Dalet.
| Variants | Variants   | Variants |
| Quadrada | Manuscrita | Raixí    |
| -------- | ---------- | -------- |
| ד        | Manuscrita | Raixí    |

La lletra ד o dàlet és la quarta lletra de l'alfabet hebreu. També pren el valor numèric de quatre. Prové, per via de l'alfabet arameu de la lletra fenícia delt. La dàlet és una de les sis lletres (בגדכפת, anomenades begadkefat) que poden portar un dagueix suau. El seu nom ve de la paraula que significa "porta" (דלת).
Aquesta lletra representa dos fonemes diferents: quant la dàlet es troba al principi del mot, es pronuncia com a /d/ (dàlet); en canvi quant aquesta lletra està al mig o final del mot, es pronuncia com a /ð/ (ðàlet, tot i que en hebreu israelià modern aquesta oposició ja no es dona, quedant [d] com a únic fonema per a aquest grafema. Els dos es distingeixen per un punt (anomenat dagueix), que es posa al centre de la lletra per so /d/ i per so /ð/ no es posa.
A més, en hebreu modern, la combinació ד׳ (dàlet seguit d'un apòstrof) es fa servir en la transcripció de noms estrangers per denotar /ð/.

### Variacions en forma/pronunciació
| Nom   | Símbol | AFI | Transliteració | Exemple |
| ----- | ------ | --- | -------------- | ------- |
| Ðàlet | ד      | /ð/ | ð              | acudit  |
| Dàlet | דּ      | /d/ | d              | dent    |

#### Dàlet amb el dagueix
Quan la dàlet té un "punt" en el seu centre, conegut com a dagueix, aquesta lletra representa el so /d/. Hi ha diverses regles de la gramàtica hebrea que estipulen quan i per què es fa servir un dagueix.

#### Dàlet sense el dagueix (ðàlet)
Quant aquesta lletra apareix com a ד sense el dagueix ("punt") en el centre llavors representa la fricativa dental sonora: /ð/. En hebreu modern israelià, com ja s'ha dit, aquesta lletra únicament es pronuncia com a /d/.

### Simbolisme
Simbolitza les dimensions o estats espirituals. Dàlet també al·ludeix al captaire, amb el qual cal tenir bondat. Dàlet representa el món físic i quatre dimensions, els quatre punts cardinals. El metafísic està dividit en 4 parts mentre flueix i fa contacte amb el món físic. La interrelació entre el benefactor i el necessitat es mostra en l'estructura de les lletres guímel i dàlet i la seva posició respecte a una i l'altra. El peu de la guímel s'estén cap a la dàlet per ensenyar-nos que el Gomel proveïdor de beneficència ha de buscar al necessitat per oferir-li ajuda sense demora. El límit de la dàlet té una punta cap enrere que indica que la dàlet està pendent del benefactor desitjant en secret rebre la seva ajuda. La dàlet de la Torà té un peu que apunta cap enrere, cap a la guímel el que indica que el Dal s'ha de fer disponible al Gomel. Discreció i tacte en els actes de beneficència. Actes de caritat. Per què la dàlet torna a la seva fase cap a la he? Veure cap a la he reconeix que realment és Déu el que proveeix. El missatge que s'aprèn és tenir confiança en Déu. La "casa del món" té una porta, ella és el començament i el final alhora, la dàlet comprèn també el sentit de pobresa.

## Alfabet siríac
| Madnḫaya | Serṭo | Esṭrangela | Unicode |
| -------- | ----- | ---------- | ------- |
|          |       |            | ܕ       |
| Daled    | Dolaṯ | Dalaṯ      | Dālaṯ   |

En alfabet siríac, la quarta lletra és ܕ (en siríac clàssic: ܕܵܠܵܬ - dālaṯ). El valor numèric de la dālaṯ és 4. Prové, per via de l'alfabet arameu de la lletra fenícia delt.

### Fonètica
| Al principi del mot | Al final o al mig del mot |
| ------------------- | ------------------------- |
| D                   | Ð                         |

És una de les sis lletres que representen dos sons associats (les altres lletres són Bet, Guímel, Kaf, Pe i Taw). Quan la dālaṯ està al principi del mot, o quant està al mig del mot però després d'una consonant, es pronuncia com a /d/. En canvi quant està al mig o al final del mot, o va després d'una vocal es pronuncia com a /ð/.
La dālaṯ sempre s'escriu amb un punt per sota (ܕ), per distingir-la de la lletra reix (ܪ), que és idèntica, quant no porta el punt.

## Alfabet amhàric
En alfabet amhàric aquesta lletra es diu ድንት (dänt) o ድልት (dələt). És la dinovena lletra de l'alfabet amhàric. Té el valor numèric de 4 en guematria. Prové, per via de l'alfabet sud-aràbic del jeroglífic egipci O31.
| O31 | Dal | Dänt |
| --- | --- | ---- |
| 𓉿   | 𐩵   | ደ    |

Representa el so /d/.

### Ús
L'alfabet amhàric és una abugida on cada símbol correspon a una combinació vocal + consonant, és a dir, hi ha un símbol bàsic al qual s'afegeixen símbols per marcar la vocal. Les modificacions de la lletra ደ (dänt) són les següents:
| dä [də] | du | di | da | de | də [dɨ], ∅ | do | dʷa |
| ------- | -- | -- | -- | -- | ---------- | -- | --- |
| ደ       | ዱ  | ዲ  | ዳ  | ዴ  | ድ          | ዶ  | ዷ   |

## Jeroglífic egipci
Quan aquest jeroglífic és un fonograma es pronuncia com a [d]. En canvi quan és un ideograma, representa mà (Gardiner D46).

## En altres alfabets
| Arameu     | Siríac  | Samarità | Ugarític | Fenici |
| ---------- | ------- | -------- | -------- | ------ |
| 𐡃          | ܕ       | ࠃ        | 𐎄        | 𐤃      |
| Sud-aràbic | Amhàric | Àrab     | Hebreu   |        |
| 𐩵          | ደ       | د        | ד        |        |